# Coupe de la confédération 2012
Ne doit pas être confondu avec Coupe des confédérations.
Navigation
Édition précédente Édition suivante
La Coupe de la confédération 2012 est la neuvième édition de la Coupe de la confédération. La compétition débute le 17 février 2012. 
C'est le club congolais de l'AC Léopards qui est sacrée après avoir triomphé en finale des Maliens de Djoliba AC. C'est la première finale continentale et le premier titre africain du club, qui réussit une année 2012 exceptionnelle puisqu'il remporte (pour la première fois également) son championnat national. L'AC Léopards obtient ainsi le droit de disputer la Supercoupe de la CAF 2013 face au club égyptien d'Al Ahly SC.

## Primes monétaires
Les primes monétaires de l'édition 2012 sont distribués aux clubs terminant dans les 8 premiers, comme suit:
| Classement     | Club      | Fédération |
| -------------- | --------- | ---------- |
| Vainqueur      | 660 000 $ | 35 000 $   |
| Finaliste      | 425 000 $ | 30 000 $   |
| Demi-finaliste | 240 000 $ | 25 000 $   |
| 3e du groupe   | 175 000 $ | 20 000 $   |
| 4e du groupe   | 150 000 $ | 15 000 $   |

## Clubs qualifiés
| Fédérations ayant deux clubs engagés : - Club africain - CS sfaxien - Heartland Football Club - Warri Wolves Football Club - Wydad AC - COD Meknès - FC Saint Éloi Lupopo - US Tshinkunku - Amal Atbara - Al Ahly Shandy - AS Real Bamako - Cercle olympique de Bamako - Motor Action Football Club - Hwange Football Club - Union Douala - Unisport Bafang - Séwé Sports de San-Pédro - ASEC Mimosas | Fédérations ayant un seul club engagé : - ES Sétif - Inter Luanda - ENPPI Club - Kallon Football Club - Casa Sport - AS Mangasport - Saint-George SA - AS Tempête Mocaf - Kiyovu Sports Association - Red Arrows Football Club - Football Club Nania Accra - Sahel Sporting Club - Black Leopards Football Club - LCS Extension Gunners - Étoile Filante Ouagadougou | - Clube Ferroviário de Maputo - Gor Mahia - Royal Leopards - Simba Sports Club - Dragons de l'Ouémé - Lydia Ludic Burundi Académic - ADR Desportivo de Mansabá - Football Club Séquence de Dixinn - Gamtel Football Club - Renaissance FC - AC Léopards - Invincible Eleven - Tana FC Formation - Atlético Semu - Jamhuri FC |

## Tour préliminaire
Les matchs aller ont lieu les 17, 18 et 19 février, les matchs retour les 2, 3 et 4 mars.
| Équipe 1                          | Résultat      | Équipe 2                   | Aller | Retour |
| --------------------------------- | ------------- | -------------------------- | ----- | ------ |
| Dragons de l'Ouémé                | 1 - 2         | Étoile Filante Ouagadougou | 1 - 0 | 0 - 2  |
| forfait Football Club Nania Accra | -             | FC Séquence                | -     | -      |
| Union Douala                      | 1 - 2         | Kallon Football Club       | 1 - 0 | 0 - 2  |
| Black Leopards Football Club      | 3 - 1         | Motor Action Football Club | 1 - 1 | 2 - 0  |
| Red Arrows Football Club          | 0 - 1         | Royal Leopards             | 0 - 0 | 0 - 1  |
| AS Mangasport                     | 0 - 5         | Saint-George SA            | 0 - 1 | 0 - 4  |
| Kiyovu Sports Association         | 2 - 3         | Simba SC                   | 1 - 1 | 1 - 2  |
| Clube Ferroviário de Maputo       | 4 - 0         | Gor Mahia Football Club    | 3 - 0 | 1 - 0  |
| Séwé Sports de San-Pédro          | 0 - 1         | Unisport Bafang            | 0 - 1 | 0 - 0  |
| AC Leopards                       | 4 - 2         | AS Tempête Mocaf           | 2 - 0 | 2 - 2  |
| Lydia Ludic Burundi Académic      | 5 - 0         | Atlético Semu              | 3 - 0 | 2 - 0  |
| Renaissance FC                    | 4 - 2         | Sahel Sporting Club        | 2 - 0 | 2 - 2  |
| forfait ADR Desportivo de Mansabá | -             | Invincible Eleven          | -     | -      |
| Gamtel Football Club              | 1 - 1 4-3 tab | Casa Sport                 | 1 - 0 | 0 - 1  |
| LCS Extension Gunners             | 2 - 3         | Tana Formation FC          | 2 - 1 | 0 - 2  |
| Jamhuri FC                        | 1 - 7         | Hwange Football Club       | 0 - 3 | 1 - 4  |

## Seizièmes de finale
Les matchs aller ont lieu les 23, 24 et 25 mars, les matchs retour les 6, 7 et 8 avril.
| Équipe 1                     | Résultat      | Équipe 2                   | Aller | Retour |
| ---------------------------- | ------------- | -------------------------- | ----- | ------ |
| Étoile Filante Ouagadougou   | 2 - 4         | ASEC Mimosas               | 2 - 2 | 0 - 2  |
| FC Séquence                  | 0 - 5         | COD Meknès                 | 0 - 2 | 0 - 3  |
| Kallon Football Club         | 0 - 2         | Warri Wolves Football Club | 0 - 0 | 0 - 2  |
| Black Leopards Football Club | 6 - 4         | FC Saint Éloi Lupopo       | 4 - 2 | 2 - 2  |
| Royal Leopards               | 3 - 2         | US Tshinkunku              | 1 - 1 | 2 - 1  |
| Saint-George SA              | 1 - 3         | Club africain              | 1 - 1 | 0 - 2  |
| Simba SC                     | 3 - 3         | ES Sétif                   | 2 - 0 | 1 - 3  |
| Clube Ferroviário de Maputo  | 0 - 3         | Al Ahly Shandy             | 0 - 1 | 0 - 2  |
| Unisport Bafang              | 1 - 2         | Heartland Football Club    | 0 - 0 | 1 - 2  |
| AC Leopards                  | 3 - 2         | CS sfaxien                 | 1 - 2 | 2 - 0  |
| Lydia Ludic Burundi Académic | 2 - 5         | ENPPI Club                 | 1 - 1 | 1 - 4  |
| Renaissance FC               | 4 - 5         | Cercle olympique de Bamako | 3 - 2 | 1 - 3  |
| Invincible Eleven            | 1 - 6         | Wydad AC                   | 0 - 2 | 1 - 4  |
| Gamtel Football Club         | 1 - 3         | AS Real Bamako             | 1 - 0 | 0 - 3  |
| Tana FC Formation            | 2 - 2 5-6 tab | Interclube                 | 2 - 0 | 0 - 2  |
| Hwange Football Club         | 1 - 1e        | Amal Atbara                | 1 - 1 | 0 - 0  |

## Huitièmes de finale
Les matchs aller ont lieu les 27, 28 et 29 avril, les matchs retour les 11, 12 et 13 mai.
| Équipe 1                | Résultat      | Équipe 2                     | Aller | Retour |
| ----------------------- | ------------- | ---------------------------- | ----- | ------ |
| ASEC Mimosas            | 1 - 1e        | COD Meknès                   | 1 - 1 | 0 - 0  |
| Warri Wolves FC         | 3 - 3         | Black Leopards Football Club | 3 - 1 | 0 - 2  |
| Royal Leopards          | 2 - 5         | Club africain                | 0 - 1 | 2 - 4  |
| Simba SC                | 3 - 3 tab 8-9 | Al Ahly Shandy               | 3 - 0 | 0 - 3  |
| Heartland Football Club | 4 - 4e        | AC Leopards                  | 3 - 2 | 1 - 2  |
| ENPPI Club              | 3 - 4         | Cercle olympique de Bamako   | 3 - 1 | 0 - 3  |
| Wydad AC                | 3 - 1         | AS Real Bamako               | 3 - 0 | 0 - 1  |
| Interclube              | 6 - 1         | Amal Atbara                  | 4 - 1 | 2 - 0  |

## Huitièmes de finale bis
- Les vainqueurs avancent en barrage contre les perdants du 2e tour de la Ligue des champions 2012 (indiqués en italique). Ces derniers jouent à domicile lors du match aller. Il y a trois clubs soudanais, trois clubs maliens et trois clubs marocains engagés lors de ce tour.

| Équipe 1              | Résultat      | Équipe 2                     | Aller | Retour |
| --------------------- | ------------- | ---------------------------- | ----- | ------ |
| Stade malien          | 4 - 1         | COD Meknès                   | 3 - 0 | 1 - 1  |
| Al Merreikh Omdurman  | 3 - 2         | Black Leopards Football Club | 3 - 2 | 0 - 0  |
| Djoliba AC            | 2 - 2 4-3 tab | Club Africain                | 2 - 0 | 0 - 2  |
| Coton Sport de Garoua | 1 - 2         | Al Ahly Shandy               | 1 - 0 | 0 - 2  |
| Maghreb AS            | 1 - 2         | AC Leopards                  | 1 - 0 | 0 - 2  |
| Al Hilal Omdurman     | 3 - 0         | Cercle olympique de Bamako   | 2 - 0 | 1 - 0  |
| AFAD Djékanou         | 0 - 1         | Wydad AC                     | 0 - 1 | 0 - 0  |
| Dynamos FC            | 0 - 1         | Interclube                   | 0 - 0 | 0 - 1  |

## Phase de groupes

### Groupe A
| Rang | Équipe               | Pts | J | G | N | P | Bp | Bc | Diff |  | Résultats (▼ dom., ► ext.) |     |     |     |     |
| ---- | -------------------- | --- | - | - | - | - | -- | -- | ---- |  | -------------------------- | --- | --- | --- | --- |
| 1    | Al Merreikh Omdurman | 14  | 6 | 4 | 2 | 0 | 8  | 3  | +5   |  | Al Merreikh Omdurman       |     | 3-2 | 1-0 | 2-0 |
| 2    | Al Hilal Omdurman    | 11  | 6 | 3 | 2 | 1 | 11 | 6  | +5   |  | Al Hilal Omdurman          | 1-1 |     | 3-0 | 2-0 |
| 3    | Interclube           | 5   | 6 | 1 | 2 | 3 | 3  | 7  | -4   |  | Interclube                 | 0-0 | 1-1 |     | 0-1 |
| 4    | Al Ahly Shandy       | 3   | 6 | 1 | 0 | 5 | 3  | 9  | -6   |  | Al Ahly Shandy             | 0-1 | 1-2 | 1-2 |     |

### Groupe B
| Rang | Équipe       | Pts | J | G | N | P | Bp | Bc | Diff |  | Résultats (▼ dom., ► ext.) |     |     |     |     |
| ---- | ------------ | --- | - | - | - | - | -- | -- | ---- |  | -------------------------- | --- | --- | --- | --- |
| 1    | Djoliba AC   | 13  | 6 | 4 | 1 | 1 | 9  | 7  | +2   |  | Djoliba AC                 |     | 1-1 | 2-1 | 2-1 |
| 2    | AC Léopards  | 9   | 6 | 2 | 3 | 1 | 8  | 6  | +2   |  | AC Léopards                | 3-0 |     | 1-1 | 1-0 |
| 3    | Wydad AC     | 6   | 6 | 1 | 3 | 2 | 10 | 10 | 0    |  | Wydad AC                   | 1-2 | 3-1 |     | 1-1 |
| 4    | Stade malien | 3   | 6 | 0 | 3 | 3 | 6  | 10 | -4   |  | Stade malien               | 0-2 | 1-1 | 3-3 |     |

## Phase finale

### Demi-finales
| Équipe 1          | Résultat       | Équipe 2             | Aller | Retour |
| ----------------- | -------------- | -------------------- | ----- | ------ |
| AC Léopards       | 2 - 1          | Al Merreikh Omdurman | 2 - 1 | 0 - 0  |
| Al Hilal Omdurman | 2 - 2 6 - 7tab | Djoliba AC           | 2 - 0 | 0 - 2  |

### Finale
| Aller                    | Djoliba AC                          | 2 - 2   | AC Léopards                | Stade omnisports Modibo-Keïta, Bamako |  |
| 18 novembre 2012 21 h 00 | Bagayogo 36e (pen.) · Coulibaly 74e | (1 - 1) | 22e Kivouri · 87e Ngouelou |                                       |  |
| 18 novembre 2012 21 h 00 | Rapport                             |         |                            |                                       |  |

| Retour                   | AC Léopards                 | 2 - 1   | Djoliba AC    | Stade Denis Sassou Nguesso, Dolisie |  |
| 25 novembre 2012 15 h 30 | Gandzé 24e · Bebey-Ndey 45e | (2 - 1) | 34e Coulibaly |                                     |  |
| 25 novembre 2012 15 h 30 | Rapport                     |         |               |                                     |  |

| Coupe de la confédération Vainqueur 2012 |
| ---------------------------------------- |
| AC Léopards Premier titre                |

## Meilleurs buteurs
| Rank | Joueur             | Club                         | Buts |
| ---- | ------------------ | ---------------------------- | ---- |
| 1    | Ismaïla Diarra     | Cercle Olympique de Bamako   | 5    |
| 1    | Edward Sadomba     | Al Hilal Omdurman            | 5    |
| 3    | Moco               | Interclube                   | 4    |
| 3    | Abdul Razak Fiston | Lydia Ludic Burundi Académic | 4    |
| 3    | Adane Girma        | Saint George SA              | 4    |
| 3    | Mudathir El Tahir  | Al Hilal Omdurman            | 4    |
| 3    | Ahmed El-Basha     | Al Merreikh Omdurman         | 4    |
| 3    | Ezechiel Ndouassel | Club africain                | 4    |